# La Blue Girl
La Blue Girl (kanji: 淫獣学園 La☆Blue Girl) är en hentaiserie baserad på en manga av Toshio Maeda och finns både som manga och OVA-anime. Liksom andra serier av samma författare är tentakelvåldtäkt ett av seriens teman, om än här framfört med mer humor än annars.